# جويل ويست
جويل ويست (بالإنجليزية: Joel West)‏ (و. 1975  م) هو عارض، وممثل مسرحي، وممثل أفلام، وممثل تلفزي أمريكي، ولد في إنديانولا.

## التعليم
تعلم في Buena Vista University ‏
.

## وصلات خارجية
- جويل ويست على موقع IMDb (الإنجليزية)
- جويل ويست على موقع ألو سيني (الفرنسية)
- جويل ويست على موقع أول موفي (الإنجليزية)
- جويل ويست على موقع قاعدة بيانات الفيلم (الإنجليزية)
- جويل ويست على موقع كينوبويسك (الروسية)